# Стрмашево
Стрмашево (мкд. Стрмашево) је насеље у Северној Македонији, у јужном делу државе. Стрмашево је насеље у оквиру општине Демир Капија.

## Географија
Стрмашево је смештено у јужном делу Северне Македоније. Од најближег града, Кавадараца, село је удаљено 25 km југоисточно.
Село Стрмашево се налази у историјској области Тиквеш. Село је на северним падинама планине Кожуф, на приближно 610 метара надморске висине. Непосредно западно од насеља протиче речица Бошава.
Месна клима је континентална.

## Становништво
Стрмашево је према последњем попису из 2002. године било без становника.
Већинско становништво у насељу били су етнички Македонци.
Претежна вероисповест месног становништва била је православље.